# Wikipedia tiếng Malayalam
Wikipedia tiếng Malayalam là một phiên bản Wikipedia, một bách khoa toàn thư mở.